# Vardø
Vardø è un comune norvegese della contea di Finnmark. È la città più orientale della Norvegia e sorge su una piccola isola che è unita alla terraferma dall'Ishavstunnelen (tunnel del mar Glaciale Artico) e misura quasi 3 km.
È famosa per una roccaforte, la Fortezza Vardøhus (la fortezza più a nord del mondo) fatta edificare da re Cristiano VI nel 1737.
Ha dato i natali a John Norum, chitarrista della band Europe.